# Happy Wheels
Happy Wheels är ett webbläsarspel med ragdollfysik som skapades av Jim Bonacci 2010. Spelet innehåller spelbara figurer som använder olika slags fordon för att klara sig genom banor utan att dö. Spelet är känt för sitt våld och användargenererade innehåll.
I spelet är det spelarna som skapar banorna, banorna kan sedan bli publicerade i spelet och kan sedan spelas av andra. Man måste inte vara registrerad för att spela banorna. Men om man vill göra egna banor, betygsätta banor eller spara inspelningar till banor måste man vara registrerad på TotalJerkFace.com. De bästa banorna kommer att stå i en lista.

## Spelfigurer
I banorna kan figurerna som spelaren spelar bli halshuggna, krossade, förlora sina ben och armar och mycket mer. Hur snabbt spelaren dör och skadar sig beror på hur banan är utformad och hur bra spelaren är på att spela. Deras fordon kan också gå sönder. Man kan göra så att karaktärerna hoppar av sina fordon genom att trycka Z på tangentbordet. När en figur inte sitter i en fordon kan spelaren använda piltangenterna för att ta sig fram, spelaren kan använda mellanslagstangenten för att ta sig fast i en sak eller på något.

### Wheelchair Guy
Wheelchair Guy var den första figur som skapades i Happy Wheels. Wheelchair Guy är en äldre man med slitna kläder som sitter i en rullstol med inbyggd raket. Med raketen kommer spelaren mycket snabbare fram. Spelaren aktiverar raketen genom att hålla in blankstegstangenten. Med tangentknapparna Shift och Ctrl kan spelaren rotera raketen. 

### Segway Guy
Segway Guy var en av de första fyra figurerna i Happy Wheels. Segway Guy är en gråklädd kille som åker Segway. Han bär även en hjälm. Spelaren hoppar med hjälp av mellanslagstangenten, böjer knäna med Ctrl och sträcker benen med Shift.

### Irresponsible Dad
Irresponsible Dad är en av de fyra första figurerna i Happy Wheels. Irresponsible Dad är den första figur som har ytterligare en figur på sitt fordon. Irresponsible Dad använder en vanlig cykel. Den andra figuren är hans son som sitter bakom honom på en slags bälteskudde. Många spelare kallar sonen för Timmy, Billy och så vidare, dock är hans riktiga namn Irresponsible Son.
Spelaren använder mellanslagstangenten för att bromsa cykeln. Om spelaren trycker Shift kommer pappan att hoppa av cykeln, om spelaren trycker Ctrl kommer sonen hoppa av cykeln, om spelaren trycker på Z kommer båda hoppa av cykeln. Om sonen dör så säger pappan "Damn It!"

### Effective Shopper
Effective Shopper är en av de fyra första figurerna i Happy Wheels. Hon är den första kvinnliga figuren. Effective Shopper är en tjock kvinna som åker i en motordriven kundvagn. Spelaren använder mellanslagstangenten för att hoppa.

### Moped Couple
Moped Couple är den femte figuren som skapades. Moped Couple innehåller två figurer, en tjej och en kille som kör moped. 

### Lawnmower Man
Lawnmower Man är en svart äldre tjock man som åker på en gräsklippartraktor. Med gräsklipparen kan spelaren döda andra NPC-spelfigurer.

### Explorer Guy
Explorer Guy, också kallad Indiana Jones. Explorer Guy åker i en gruvvagn.

### Santa Claus
Santa Claus är en jultomte. Denna rollfigur består av tre olika figurer, en jultomte och två alver som drar jultomtens släde. Denna spelfigur kan flyga men bara under en begränsad tid, ungefär 3 sekunder, när flygtiden är slut måste spelaren vänta några sekunder för att kunna flyga igen. På skärmen finns en mätare uppe till höger som visar hur länge figuren kan flyga.

### Pogostick Man
Pogostick Man är en kille som tar sig fram med hjälp av en hoppstylta. Genom att hålla inne mellanslagstangenten kan spelaren ladda fjädern och kan då hoppa mycket högre än vanligt.

### Irresponsible Mom
Irresponsible Mom är en spelfigur som består av tre figurer, en mamma, en flicka och en baby. De åker på en cykel med två sadlar. Flickan sitter på den bakre sadeln, mamman sitter på den främre sadeln och babyn sitter i en korg framför mamman.

### Helicopter Man
Helictopter Man är en kille som flyger i en autogiro. Autogiron har en slags magnet som man kan aktivera och inaktivera och ta upp saker med. Propellerbladen på autogiron kan döda andra NPC-figurer.